# Пирогово (городской округ Истра)
Пирогово — деревня в Костровском сельском поселении Истринского района Московской области. Население — 1 чел. (2016), зарегистрировано 1 садовое товарищество.
Находится примерно в 22 км на юго-запад от Истры, на правом берегу реки Малой Истры, высота над уровнем моря 192 м. Ближайшие населённые пункты: Мансурово — на северо-запад, Татищево — на юг, Воскресёнки — на юго-восток, Хволово — на север.

## Население
| 1859 | 1890 | 1899 | 1926 | 2002 | 2006 | 2010 |
| ---- | ---- | ---- | ---- | ---- | ---- | ---- |
| 143  | ↗149 | ↗180 | ↘175 | ↘3   | ↘0   | ↗2   |
| 2016 |      |      |      |      |      |      |
| ↘1   |      |      |      |      |      |      |